# شاهروخ قدوس
شهرخ قدوس (بالإنجليزية: Shahrukh Quddus)‏ (مواليد 11 ديسمبر 1996) هو لاعب كريكت باكستاني المولد يلعب لصالح منتخب الكويت الوطني للكريكت. شارك في بطولة دوري الكريكت العالمي القسم السادس 2013.
في أغسطس 2022، تم اختياره ضمن تشكيلة الكويت لمباريات منتخب البحرين للكريكت ضد الكويت في عمان 2022.
خاض أول مباراة له في كريكت توينتي20 الدولية في 17 أغسطس 2022 ضد منتخب البحرين للكريكت. وقد حقق خلالها إنجاز هاتريك (كريكت) في أول ظهور له.

## وصلات خارجية
- شاهروخ قدوس على ESPNcricinfo